# Taft Heights
Taft Heights ist ein Census-designated place in Kern County, Kalifornien, Vereinigte Staaten. Das U.S. Census Bureau hat bei der Volkszählung 2020 eine Einwohnerzahl von 1.999 ermittelt. Taft Heights liegt 1 Meile (1,6 km) westlich-südwestlich von Taft.

## Geschichte
Ursprünglich hieß der Ort Boust City zu Ehren von dessen Gründer E.J. Boust, einem Ölindustriellen.